# Günter Steigleder
Günter Steigleder (* 16. Juni 1925 in Heidersbach; † 25. Januar 1995) war ein Funktionär der SED. Er war Vorsitzender der Bezirksparteikontrollkommission (BPKK) Suhl der SED.

## Leben
Steigleder, Sohn eines Schuhmachers, besuchte die Volksschule und absolvierte eine Lehre zum Büchsenmacher. Er arbeitete in diesem Beruf. 1943 wurde er zum Kriegsdienst in die Wehrmacht eingezogen. Von 1944 bis 1946 befand er sich in britischer Kriegsgefangenschaft.
Nach seiner Rückkehr wurde er 1947 Mechaniker im VEB Feinmechanik Suhl. Er trat der SED bei. Er war ab 1949 Sekretär der SED-Betriebsparteiorganisation (BPO) im VEB Feinmeß Suhl, dann Sekretär der SED-BPO im VEB Simsonwerke Suhl. Nach dem Besuch der Bezirksparteischule wirkte er zunächst wieder als Sekretär einer SED-BPO, diesmal im „Ernst-Thälmann-Werk“, einem Waffenwerk in Suhl. Zwischen 1956 und 1961 fungierte er dann als Erster Sekretär der SED-Kreisleitung Schmalkalden, anschließend war er von 1961 bis 1967 Mitarbeiter der SED-Bezirksleitung Suhl. Von 1967 bis 1989 war Steigleder Vorsitzender der BPKK Suhl, Mitglied der SED-Bezirksleitung und seit Februar 1974 ihres Sekretariats.

## Auszeichnungen
- Vaterländischer Verdienstorden in Bronze (1969), in Silber (1975) und in Gold (1988)[2]